# Václav Xaver Neumann z Puchholtze
Václav Xaver Neumann z Puchholtze (rovněž ve variantě z Puchholtzu) (1671 – 14. srpna 1743 Praha) byl profesor práv a advokát. Během své univerzitní kariéry byl patnáctkrát zvolen děkanem Právnické fakulty a šestkrát rektorem Karlo-Ferdinandovy univerzity.

## Život

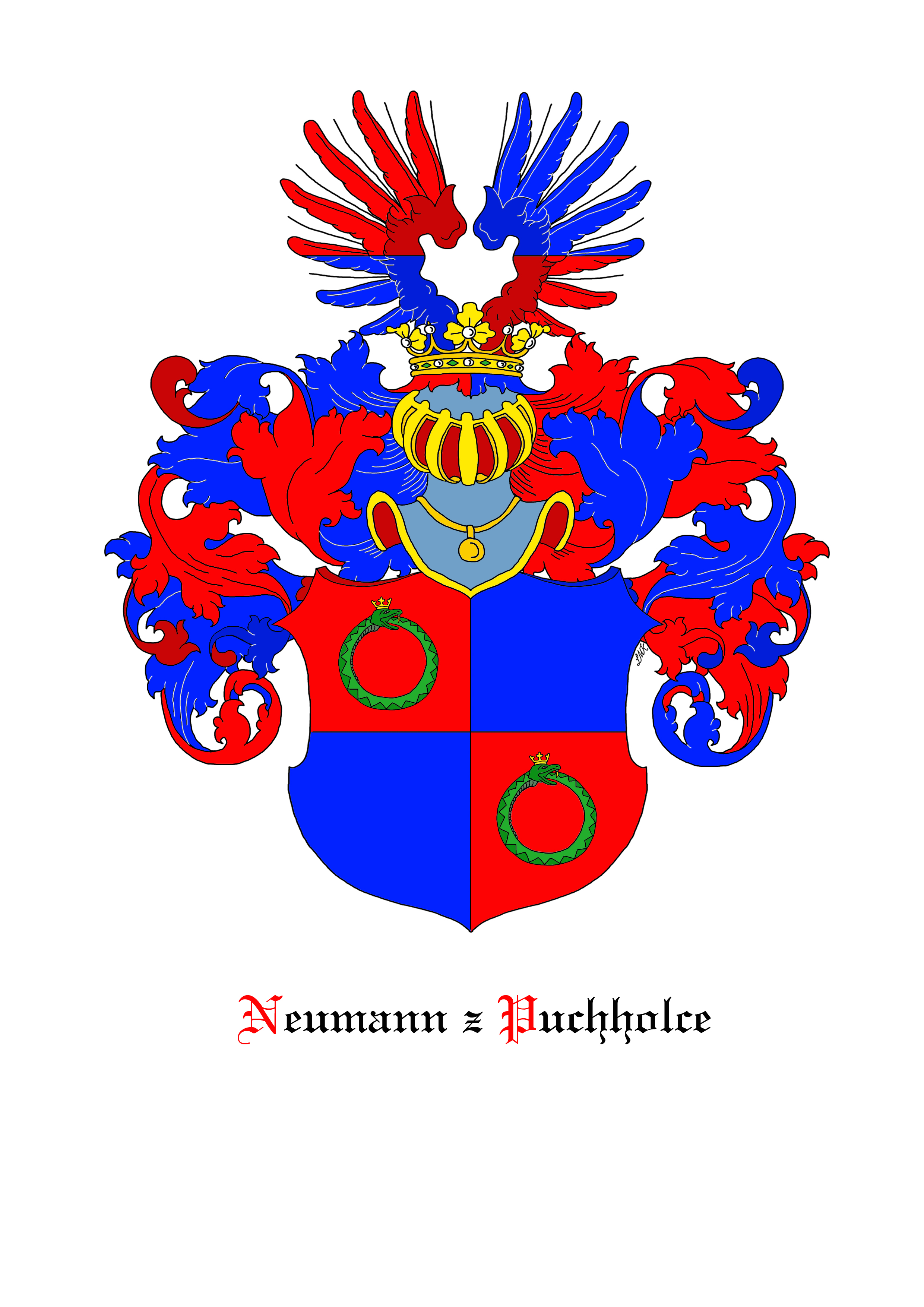
Erb Václav Neumanna z Puchholzu

Václav Neumann se narodil v rodině Jana Valeriána Neumanna, původem z Domažlic, který obdržel roku 1652 erb a byl povýšen do šlechtického stavu. Byl měšťanem na pražském Starém Městě. Matkou Václava Neumanna byla druhá manželka Jana Valeriána Kateřina Margareta z Dusterwaldu. Kateřina byla dcerou advokáta a profesora práv Jana Jindřicha z Dusterwaldu. Václavovi Neumannovi se dostalo vynikajícího vzdělání. Studoval na Právnické fakultě Karlo-Ferdinandovy univerzity u profesora Jana Kryštofa Schambogena. Od roku 1688 byl mistrem svobodných umění, roku 1699 získal doktorský titul a věnoval se advokacii. Od roku 1704 působil jako mimořádný profesor, od roku 1722 profesor na katedře kanonického práva. Během své univerzitní kariéry byl patnáctkrát zvolen děkanem Právnické fakulty a šestkrát rektorem Univerzity. Byl autorem mnoha odborných spisů a působil v komisi pro revizi Obnoveného zřízení zemského v roce 1709 a zasazoval se i o reformy právnických studií. Byl propagátorem merkantilistických idejí. Václav Neumann z Puchholze zemřel v roce 1743 na zámku Suchdol ve věku 72 let. Následně byl pochován do klášterního kostela sv. Františka z Assisi v Zásmukách.  Honosný náhrobník byl zasazený do podlahy klášterního kostela, před oltářem Panny Marie Pomocné. Rod Václava Neumanna pokračoval syny i dcerami. Nejznámějším se stal Jakub Vincenc, úředník zemských desk a císařský apelační rada, který roku 1747 získal český rytířský stav a polepšení erbu. Rod na počátku 19. století postupně mizí z dějin.

## Spor s hrabětem Františkem Antonínem Šporkem
Do obecného povědomí vstoupil spor Václava Neumanna se zakladatelem hospitálu Kuks Františkem Antonínem Šporkem. Jádrem sporu byl soud o neproplacené směnce na 5 000 zlatých, kterou Špork vystavil Neumannovi za budoucí poskytnuté právní služby, aniž by si přitom uvědomil, jak riskantním instrumentem směnka je. Hrabě však s činností svého advokáta spokojen nebyl, neboť ten měl jednat ve prospěch protistrany a porušit tak jedno ze základních pravidel advokátní etiky. Za právní služby tak odmítl směnku zaplatit, což mělo za následek protestaci směnky a následné podání směnečné žaloby proti Šporkovi. Nakonec rozsudek purkrabského soudu vyzněl v neprospěch Šporka. Částka 5 000 zlatých s příslušenstvím nebyla pro hraběte žádná závratná suma, z principu a z pocitu nespravedlnosti ji však odmítl uhradit, což mělo za následek personální exekuci. Špork byl ze zámku v Lysé eskortován do Prahy, kde byl třináct týdnů držen ve věži Daliborce, v chladné purkrabské komnatě. Hrabě se však s pravomocným rozhodnutím purkrabského soudu nikdy nesmířil, a pokusil se jej několikrát bez úspěchu zvrátit.

## Nemovité památky

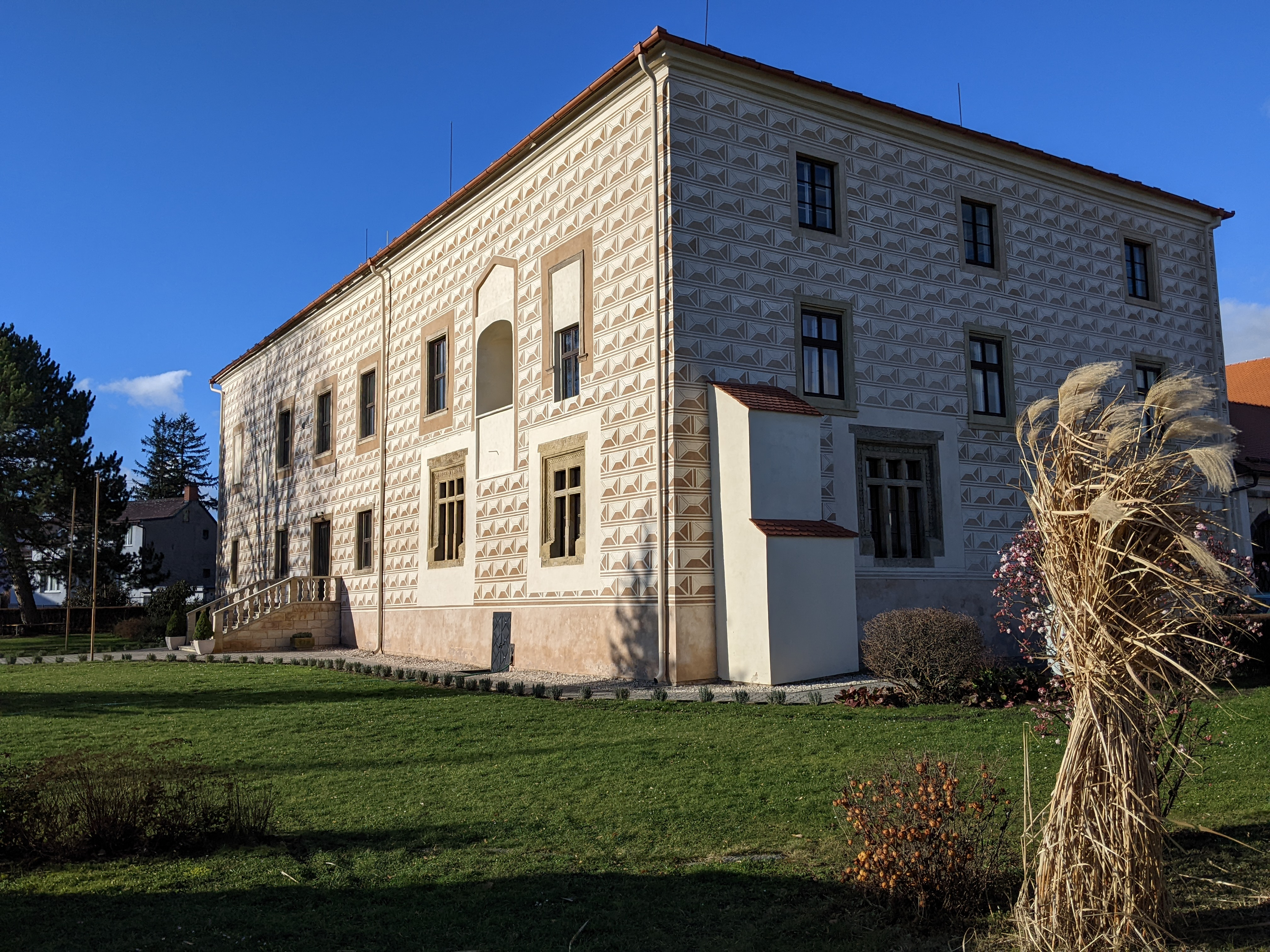
Zámek Suchdol u Kutné Hory, sídlo Václava Xavera Neumanna z Puchholtze.

Kapli a později kostel Narození panny Marie v Praze–Michli nechal Neumann postavit dle nadační listiny z 21. června 1724 z titulu děkana Právnické fakulty, protože obec Michle byla součástí nemovitého majetku Právnické a Lékařské fakulty Karlo – Ferdinandovy Univerzity a fakulty zde vykonávaly patronátní právo. Neumann nechal svoji úlohu při výstavbě kostela zvěčnit rodovým erbem na východním průčelí kostela. Erb Neumanna se nachází i v interiéru kostela. V severní boční lodi je barokní oltář s obrazem sv. Jana Nepomuckého neseného anděly, v rohu obrazu je umístěn erb zakladatele kostela.
Neumann nechal barokně přestavět i zámek Suchdol na Kutnohorsku, který koupil v dražbě od zadluženého hraběte Karla Jáchyma Bredy. Na Suchdole si za své obydlí zvolil jihozápadní křídlo zámku, které nechal barokně upravit. Z těchto úprav se dochovala některá dveřní a okenní ostění v této části zámku a barokní krb. Jednotlivé části zámku byly tehdy dostavěny do stejné výše a zastřešeny jednotnou barokní valbovou střechou. Vodní příkopy kolem zámku byly zrušeny a v jejich místě zřízena zahrada, ohrazená směrem ke vsi barokní zdí.